# Osinovo
Osinovo (in russo Осиново) è un villaggio (деревня) russo del Vinogradovskij rajon, nell'oblast' di Arcangelo. È centro amministrativo di uno degli otto comuni rurali del distretto (Osinovo + Konetsgor'e + Vorontsy).